# Paris-Roubaix 1998
Paris-Roubaix 1998 a fost a 96-a ediție a Paris-Roubaix, o cursă clasică de ciclism de o zi din Franța. Evenimentul a avut loc pe 12 aprilie 1998 și s-a desfășurat pe o distanță de 266,5 kilometri până la velodromul din Roubaix. Câștigătorul a fost Franco Ballerini din Italia de la echipa Mapei–Bricobi.

## Rezultate
| Loc | Concurent                | Echipă        | Timp       |
| --- | ------------------------ | ------------- | ---------- |
| 1   | Franco Ballerini (ITA)   | Mapei–Bricobi | 6h 57' 49" |
| 2   | Andrea Tafi (ITA)        | Mapei–Bricobi | + 4' 16"   |
| 3   | Wilfried Peeters (BEL)   | Mapei–Bricobi | + 4' 19"   |
| 4   | Leon Van Bon (NED)       | Rabobank      | + 4' 49"   |
| 5   | Frédéric Moncassin (FRA) | GAN           | + 4' 49"   |
| 6   | Rolf Sørensen (DEN)      | Rabobank      | + 4' 50"   |
| 7   | Magnus Bäckstedt (SWE)   | GAN           | + 4' 52"   |
| 8   | Bart Leysen (BEL)        | Mapei–Bricobi | + 6' 34"   |
| 9   | Gianluca Bortolami (ITA) | Festina–Lotus | + 6' 34"   |
| 10  | Henk Vogels (AUS)        | GAN           | + 6' 34"   |